# Beatrice Lillie
Beatrice Gladys Lillie (Toronto, 29 de mayo de 1894-Henley-on-Thames, 20 de enero de 1989), conocida como Bea Lillie, fue una actriz, cantante y comediante británica nacida en Canadá.

## Vida
Se casó el 20 de enero de 1920 en la iglesia de San Pablo, Drayton Bassett, Fazely, cerca de Tamworth en Staffordshire con Robert Peel, 5º Baronet, al que se llegó a conocer como Lady Peel. Finalmente se separó de su marido, pero al no divorciarse permanecieron legalmente casados hasta la muerte de este en 1934. Su único hijo, Robert Peel, 6º Baronet, murió a bordo del HMS Tenedos en el puerto de Colombo, Ceilán (ahora Sri Lanka), en 1942.
En 1948, conoció al cantante y actor John Philip Huck, un caballero 28 años más joven que ella que llegó a ser su amigo y acompañante.
Se retiró de los escenarios debido a la enfermedad de Alzheimer y su fallecimiento el 20 de enero de 1989 (día de su aniversario), en Henley-on-Thames, Oxfordshire, Inglaterra, a la edad de 94 años. John Philip Huck falleció de un ataque al corazón 31 horas después, y está enterrado junto a ella en un cementerio cerca de Peel Fold, en Inglaterra.
Beatrice Lillie tiene una estrella en el Paseo de la Fama de Hollywood.

## Estrellato
Empezó interpretando en Toronto y otros pueblos de Ontario un trío junto con su madre y su hermana mayor, Muriel. Finalmente, su madre llevó a sus dos hijas a Londres (Inglaterra), donde debutó en el West End en 1914.
Se hizo célebre en sus comienzos por sus interpretaciones en musicales y comedias, normalmente acompañada de Gertrude Lawrence, Bert Lahr y Jack Haley. Beatrice Lillie, como le gustaba que le conociesen profesionalmente, tuvo ventaja por su don en la sátira aguda, que la mantuvo en el éxito durante más de 50 años. En los musicales, utilizaba sketches, canciones y parodias que en su debut de 1924 en Nueva York le ganarían elogios por parte del New York Times.
En 1926 regresó a la ciudad de Nueva York para interpretar. Mientras estaba allí, protagonizó su primera película, Exit Similing, frente a Jack Pickford, hermano de Mary Pickford. Desde entonces hasta el estallido de la Segunda Guerra Mundial, Lillie cruzó el Atlántico para interpretar en ambos continentes.
Lillie es asociada normalmente con los trabajos de Noel Coward, aunque Cole Porter también le escribió canciones. Apareció en películas como La vuelta al mundo en ochenta días y como Mrs. Meers en Millie, una chica moderna. En 1953 ganó un Premio Tony por su musical An Evening With Beatrice Lillie (Una tarde con Beatrice Lillie), e hizo su última aparición en High Spirits, la versión en musical de Blithe Spirit de Coward. Después de ver An Evening with Beatrice Lillie, el crítico británico Ronald Barker: «Otras generaciones pueden haber tenido sus Mistinguett y sus Marie Lloyd. Nosotros tenemos nuestra Beatrice Lillie y rara vez hemos visto semejante exhibición de un talento perfecto.»).

## Premios y nominaciones
Premios Tony:
- 1953: Special Award - An Evening With Beatrice Lillie (ganadora)
- 1958: Best Leading Actress in a Musical - Ziegfeld Follies de 1957 (nominada)
- 1964: Best Leading Actress in a Musical - High Spirits (nominada)